# Anthony Delaplace
Anthony Delaplace (Valognes, Manche, Baixa Normandia, 11 de setembre de 1989) és un ciclista francès, professional des del 2010. Actualment corre a l'equip Arkéa-B&B Hotels.
En el seu palmarès destaca la victòria a la Polynormande de 2011. En la seva primera participació en el Tour de França, el 2011, fou el ciclista més jove en prendre-hi part.

## Palmarès
- 2007
  -  Campió de França en ruta junior
- 2010
  - Vencedor d'una etapa del Tour de l'Avenir
- 2011
  - 1r a la Polynormande
- 2017
  - 1r al Tour de Normandia i vencedor d'una etapa
  - 1r al Duo Normand (amb Pierre-Luc Périchon)
- 2022
  - 1r a la París-Camembert

### Resultats al Tour de França
- 2011. 135è de la classificació general
- 2012. Abandona (7a etapa)
- 2013. 89è de la classificació general
- 2014. 78è de la classificació general
- 2015. 85è de la classificació general
- 2016. 90è de la classificació general
- 2019. 90è de la classificació general
- 2021. Fora de control (9a etapa)
- 2023. 68è de la classificació general

### Resultats a la Volta a Espanya
- 2022. No surt (8a etapa)